# 上海市高级人民法院法官集体嫖娼事件
上海市高级人民法院法官集体嫖娼事件，是中华人民共和国司法機構內的一宗性丑闻。事源乃上海市高级人民法院副院长、民一庭庭长陈雪明等多名法官到衡山村夜总会娱乐时集体嫖娼被录像并遭到举报，最终被革职查办的事件。上海市官方也因此事件多次召开各類型會議，並通报相关事项。

## 事发原因
2008年，举报人陈金奉与上海恒奔装饰工程有限公司总经理顾国相签订了位于上海市闸北区延长中路775号的如家快捷酒店的装修合同。其后，双方就工程款发生纠纷。2010年，顾国相就装修工程款纠纷一事，向闸北区人民法院起诉陈金奉，陈金奉一方败诉。2011年6月13日，陈金奉向上海市二中院提出上诉，再次败诉。2012年，陈金奉提起申诉，上海高院宣布维持原判。陈金奉经调查发现上海市高院的民一庭副庭长赵明华与顾国相以及顾国相的律师赵海江是亲属关系，赵明华则干预了该合同纠纷案，致使陈金奉没有得到公正的判决。此后，陈金奉便开始收集赵明华等违法乱纪的证据，包括上海市高院四名法官嫖娼的视频。除此之外，爆料人陈金奉还收集到了赵明华包养二奶的其他证据。

## 事件经过及处理结果
2013年8月1日，有网民发帖称上海市高院副院长等5人在位于上海市惠南镇城南路88号挂有“党政机关出差定点饭店”牌子的衡山度假村夜总会嫖娼招妓。8月2日晚间，中共上海市委就举报上海高院法官集体嫖娼事件召开专题会议，上海市委书记韩正要求成立联合调查组，迅速查清事实，处理结果向社会公众公开。8月2日晚间，上海市纪委、上海市监察局在其新浪微博官方认证账号“@廉洁上海”发布消息称，上海市纪委已经注意到有关举报信息，并正在展开调查。
该事件的视频爆料人陈金奉在接受记者采访时称，视频发出后他即接到了威胁电话。除了上海几位法官嫖娼的视频之外，陈金奉表示还还掌握其中一名法官赵明华包养二奶的相关证据资料，愿意配合国家相关部门的调查。
上海市高院民一庭庭长陈雪明和副庭长赵明华被给予开除党籍处分、撤销审判职务、开除公职。上海市高院纪检组副组长、监察室副主任倪政文，被给予开除党籍处分，免去市高院纪检组、监察室的相关职务，撤销其审判职务、开除公职。上海市高院民五庭副庭长王国军，被给予留党察看两年处分，免去审判职务、撤职。上海建工四建集团有限公司综合管理部副总经理郭祥华，被开除党籍，给予撤职处分并解除劳动合同。除开除处分之外，上海市公安局依据《中华人民共和国治安管理处罚法》已对上述四人作出行政拘留10天的行政处罚。同时，除了“党政机关出差定点饭店”牌子被摘除以外，上海市有关执法部门已经责令法官嫖娼事件的发生地、位于惠南镇城南路88号的衡山度假村停业整顿。

## 各方意见与评论

### 官方表态
2013年8月8日，上海市召开全市法院系统领导干部大会，上海市委书记韩正在大会上指责上海市高院的四名法官法官集体招妓给上海整个法院系统、政法系统乃至整座城市抹黑，并提出上海法院系统要“认真吸取教训，严字当头，警钟长鸣”。
2013年8月15日，最高人民法院院长周强在全国法院加强纪律作风建设电视电话会议上，对上海市高院法官集体嫖娼事件表示“法官违纪违法是人民法院的耻辱，是司法公信的灾难，危害甚大，教训惨痛”。最高人民法院还于8月7日发布通报，要求各级人民法院整顿作风，严肃纪律，坚决清除队伍中的腐败分子和害群之马，坚决防止类似事件再次发生。

### 媒体评论
2013年8月7日，《人民日报》针对上海高院法官招嫖事件发表时评，指法官形象关涉“法治信仰”，法官嫖娼令法律失去尊严、司法蒙羞、正义受损。人民网上海频道舆情分析师吴心远指出，针对这一事件所涉及的所有公众谜团应该用真相检验报道。8月9日，《华西都市报》发表社论认为，上海市的几名法官被双开彰显了中央反贪腐的决心。腾讯网《今日话题》认为，若爆料属实，“怪诞”背后是司法腐败的典型共性问题，对“招嫖门”的追问与反思不只是提加强监督那么简单。
美国《彭博商业周刊》称，在中国政治丑闻层出不穷的情况下法官招妓并不令人很震惊。法国《欧洲时报》刊载《从法官“红尘颠倒”看畸形人际关系》一文指出，这一事件反映了中国的官场人际关系在一定范围内和一定程度上的畸形发展。

### 其他评论
中国著名军旅歌唱家李双江之妻梦鸽在谈及其子李天一涉嫌轮奸案批评社会环境时曾以上海市高级人民法院法官集体嫖娼事件举例说，“法官都失足何况孩子？……上海的4个法官还是成年人，非常优秀的干部同志们，都在这样的一个环境里失足了，孩子们怎么经得起这样的诱惑？”　此番评论在引起舆论热议后，梦鸽在接受《中国新闻周刊》采访时澄清并未将其子与上海市某些法官作对比。

## 延伸阅读
- 性丑闻、雷政富、李天一
- 2013年重庆官场不雅照事件